# به دادم برس رفیق
به دادم برس رفیق فیلمی است به کارگردانی مهدی فخیم‌زاده و بازی هنرمندانی همچون حسین گیل و علی میری که در سال ۱۳۵۷ به اکران عمومی در آمد.

## خلاصه فیلم
امیر، جوانی عیاش و فاسد است و حرفه اش فریب دختران و سوق دادن آن‌ها به فحشا با یاری برادرش جاسم است. مهدی (که خواهرش شیرین نتوانسته ننگ رسوایی را تحمل کند و دست به خودکشی زده است) و عبدالله (جوانی عیاش روستایی که در جستجوی خواهرش گلی است) با یکدیگر همراه می‌شوند در حالیکه به شدت با یکدیگر مخالف هستند. امیر و جاسم این اختلاف را به نفع خود دامن می زنند. اما سرانجام برای از بین بردن عامل فساد، آن دو با یکدیگر متحد شده، امیر و جاسم را به سزای اعمال پلیدشان رسانیده و گلی را نجات می دهند.